# Sporobolus vaginiflorus
Sporobolus vaginiflorus är en gräsart som först beskrevs av Samuel Frederick Gray, och fick sitt nu gällande namn av Alphonso Wood. Sporobolus vaginiflorus ingår i släktet droppgräs, och familjen gräs. Inga underarter finns listade i Catalogue of Life.